# Belluloporidae
Belluloporidae is een monotypische familie van mosdiertjes uit de orde Cheilostomatida en de klasse van de Gymnolaemata. De wetenschappelijke naam ervan is in 2013 voor het eerst geldig gepubliceerd door Ostrovsky.

## Geslacht
- Bellulopora Lagaaij, 1963